# Jarzysław, Hạt Gryfice
Jarzysław [jaˈʐɨswaf] (tiếng Đức: Stadthof) là một ngôi làng thuộc khu hành chính của Gmina Płoty, thuộc quận Gryfice, West Pomeranian Voivodeship, ở phía tây bắc Ba Lan. Nó nằm cách Płoty vài km về phía đông nam.